# Saint-Georges-Nigremont
 Saint-Georges-Nigremont  es una comuna (municipio) de Francia, en la región de Lemosín, departamento de Creuse, en el distrito de Aubusson y cantón de Crocq.
Su población en el censo de 1999 era de 168 habitantes.
Está integrada en la Communauté de communes du Haut Pays Marchois.

## Demografía
| 202 | 246 | 200 | 183 | 156 | 168 |
| Para los censos de 1962 a 1999 la población legal corresponde a la población sin duplicidades (Fuente: INSEE [Consultar]) |     |     |     |     |     |